# 伯奇还原反应
伯奇还原反应（Birch还原）是指用钠和醇在液氨中将芳香环还原成1,4-环己二烯的有机还原反应。此反应最早由澳大利亚化学家Arthur John Birch (1915–1995)在1944年发表。 Birch还原的重要性在于：尽管剩下的双键（非芳香性）更为活泼，该反应却能停留在环己双烯上，而不继续还原。 
反应中的钠也可以用锂或钾取代，使用的醇通常是甲醇或叔丁醇。
使用Birch还原的一个例子是还原萘：
其他人也发表了很多篇关于此反应的综述。

## 反应机理
钠溶于液氨中会形成一个电子盐的亮蓝色溶液，化学式为[Na(NH3)x]+ e−。溶剂化电子会与芳香环加成，形成一个自由基负离子。溶液中的醇此时作为质子试剂提供一个氢原子。对大多数反应物来说，氨上的氢酸性还不够。
如果是取代芳香化合物，当取代基是羧基等吸电子基时，能够稳定碳负离子并生成最少取代的烯烃； 当取代基是推电子基团时，则生成取代最多的烯烃。 热力学不稳定的非共轭1,4-加成产物往往产率超过热力学稳定的1,3-加成产物，这是由于共轭的戊二烯负离子中间体HOMO的最大轨道系数是在中间那个碳原子上，导致生成的1,4-环己双烯没有办法经过平衡移动而生成更加热力学稳定的产物，因此，生成的是动力学稳定产物。

## Birch烷基化
在卤代烃的存在下，上文提到的碳负离子也可以发生亲核取代反应生成新的碳-碳键。如下图所示，在Birch还原中生成的负离子中间体可以被一个合适的亲电试剂捕获，例如卤代烃：
根据逆合成分析，前者即是后者的合成子。
在下图所示反应中，1,4-二溴丁烷被加入到苯甲酸叔丁酯中，最后生成烷基化的1,4-环己双烯产物。 